# Ramón Úbeda
Ramón Úbeda (Jaén, 1962) és un arquitecte, dissenyador i escriptor sobre temes de disseny establert a Barcelona. Úbeda és un dels personatges que més han contribuït en els últims anys a la difusió de la cultura del disseny a Espanya.

## Biografia
Va començar en el món del disseny com a cap de redacció de les revistes De Diseño (1984-1987) i Ardi (1988-1994), sota la direcció dels arquitectes Juli Capella i Quim Larrea. Des d'aleshores, ha anat col·laborant amb les més importants publicacions nacionals i internacionals, com per exemple Diseño Interior, Experimenta, Domus o Frame, i en altres mitjans de difusió general com El País Semanal.
Va començar a col·laborar amb BD Barcelona Design el 1997 com a grafista i actualment i des de l'any 2001 és, a més, responsable de tots els dissenys de mobiliari que produeix l'editora. Ha treballat també per ArtQuitect i Metalarte com a assessor en el desenvolupament de nous dissenys i comunicació. El 2006 va iniciar una nova i fructífera col·laboració amb Camper.
Ha publicat nombrosos llibres, com Sex Design (Línea Editorial, 2004), ha comissariat diverses exposicions i practica l'activisme cultural a la Fundació Signes, el BCD i el Foment de les Arts i el Disseny, des d'on ha impulsat iniciatives com Terminal B i Mater.
Juntament amb Otto Canalda, ha desenvolupat els seus propis projectes, com el seient Cultura is Cool (2013), rebatejat com Cool en la seva nova andandura dins del catàleg d'Escofet, o el llum Inout (2003) per a l'empresa d'il·luminació Metalarte.